# Дингонек
Дингонек или Горския морж е предполагаемо същество (криптид), населяващо джунглите на Западна Африка.

## Наблюдения
- През 1907 Джон Джордан твърди, че забелязва странното същество в гъсталака на джунглата.